# Alex Dias
Pour les articles homonymes, voir Almeida (homonymie).
 (juillet 2008).
Si vous disposez d'ouvrages ou d'articles de référence ou si vous connaissez des sites web de qualité traitant du thème abordé ici, merci de compléter l'article en donnant les références utiles à sa vérifiabilité et en les liant à la section « Notes et références ».
Alex Dias, de son vrai nom Alex Dias de Almeida, né le 26 mai 1972 à Rio Brilhante dans le Mato Grosso do Sul, est un ancien footballeur brésilien jouant au poste d'attaquant.
Réputé pour sa vélocité et son sens du but, il est connu en France pour avoir joué au début des années 2000 à l'AS Saint-Étienne ainsi qu'au Paris Saint-Germain. Il a également joué pour les principaux clubs brésiliens, comme Cruzeiro, Goiás, Vasco, Fluminense ou encore son club de cœur, São Paulo. Il porta régulièrement le numéro 7 sur son maillot.
Depuis 2012 et la fin officielle de sa carrière de footballeur professionnel, il participe à de nombreux tournois de footvolley (en portugais : « Futevôlei »), une discipline en plein essor au Brésil et pour laquelle il représente régulièrement le São Paulo FC lors de compétitions nationales.

## Parcours en clubs

### De Rio Brilhante à Belém
Alex a commencé le football dans sa ville de naissance, Rio Brilhante, à l'âge de 7 ans, au Esporte Clube Águia Negra où il reste jusqu'à 16 ans. Très rapidement, sa technique a été appréciée par des amis qui lui ont conseillé de rejoindre le grand club de l'État du Mato Grosso do Sul, l'Esporte Clube Comercial. Là-bas, l'un des plus grands supporters du club, un ami nommé Elenílton, impressionné par le jeune attaquant, le présentera à Francisco Carlos Martins Vidal dit "Chicão", footballeur professionnel, lui aussi originaire de Rio Brilhante. Ce dernier l'enverra passer un essai à Clube do Remo, de la ville de Belém dans le Nord du Brésil, essai qui s’avérera concluant.
Roberto Brida sera donc l'entraîneur qui lui offrira la chance de devenir joueur de football professionnel.
Il jouera son premier match en Série A brésilienne lors d'un derby entre le Clube do Remo et Paysandu SC, le 7 septembre 1993. Et il marquera son premier but, ironie de l'Histoire, lors de son troisième match sur le terrain du Goiás EC, le 15 septembre 1993.
Après deux années là-bas, et notamment 2 buts en finale du championnat de l'État du Pará, les dirigeants de Remo organisent une tournée européenne. Tournée au cours de laquelle le club participera au Tournoi de Toulon 1994.
Le 25 mai 1994, veille de ses 22 ans, Alex et Remo sont en finale après avoir battu une sélection de Bucarest (4-3) quelques jours plus tôt. Si les Brésiliens perdent aux tirs-au-but 6-5 et terminent donc à la deuxième place face à Toulon, Alex a brillé.
Le club brésilien poursuit et termine sa tournée européenne par un match amical. Le 12 juin 1994, Remo étrille les Portugais de Boavista, sur le score de 4-1.
Alex ne le sait pas encore mais sa performance a été appréciée par Manuel José, entraîneur de l'équipe lusitanienne.

### Boavista
Manuel José, entraîneur du club (ancien sélectionneur de l'Angola) se montrera très intéressé et Alex signera un contrat de 4 ans. Sa jeunesse fait que l'éloignement avec sa famille est difficile, et le Brésil lui manque. Jouant peu, il fera alors tout pour repartir au Brésil et c'est le club de Goiás qui va l'accueillir à bras ouvert.
Pourtant, le Boavista était vraiment dans l'optique de le garder, le considérant comme un grand espoir. Pour lui donner plus de temps de jeu, un prêt à Rio Ave avait même été envisagé.
Le 21 août 1994, il fait ses débuts sous les couleurs de Boavista avec le numéro 15 lors d'un déplacement sur la pelouse de Vitória Guimarães , où ses coéquipiers et lui sont battus 2-0.
Le 15 octobre 1994, il marque son seul et unique but avec Boavista contre le SC Salgueiros lors d'une victoire 1-0 à domicile.
Alex se fera des amis internationalement connus dans le monde du football, tels Ricardo, gardien du Portugal, Rui Bento, international portugais, Nuno Gomes, attaquant international portugais également ou encore Erwin Sánchez, surnommé le « Michel Platini bolivien ».
Le Boavista terminera la saison 1994-1995, à la 9e place du classement, atteindra les seizièmes de finale de coupe du Portugal, mais perdra lors d'un fameux 5-0 sur le terrain du Sporting CP. Par ailleurs, le Boavista battra au Premier tour de la coupe de l'UEFA, le club finlandais de MyPa-47 (3-2 sur l'ensemble des deux matchs) mais sera éliminé au tour suivant par le Napoli Calcio (2-3 sur l'ensemble des deux matchs).
Alex jouera 13 matchs et marquera un seul but dans le championnat du Portugal de football cette saison-là.

### Goiás EC
Mais c'est à Goiás EC que sa carrière va réellement décoller. Gagnant plusieurs titres de champion dans le championnat de Goiás, dès la fin de sa première saison, de grands clubs brésiliens dont le São Paulo FC vont tenter de l'attirer. Mais il restera fidèle à son club d'alors.
Il va aussi se faire de nombreux amis dont José Aloísio (ex-AS Saint-Étienne et Paris SG) et Fernandão.
Lors du championnat brésilien de 1998, le Goiás EC se qualifie pour les demi-finales et termine finalement 4e. Alex terminera avec 18 buts au compteur.
Ainsi en 1999, après un match très important face à l'Internacional, le président de Goiás vient le voir et lui annonce qu'un recruteur de l'AS Saint-Étienne (Gérard Soler) était présent pour l'observer ainsi qu'un autre joueur, José Aloísio. Les deux feront leurs valises le lendemain même et rejoindront le club du Forez.
C'est lors de ce premier passage au Goiás EC qu'il porta pour la première fois le numéro 7.

### AS Saint-Étienne

#### Saison 1999-2000
Alex arrive dans une équipe qui fait son retour en D1 après son titre de champion de D2. Elle est entraînée par Robert Nouzaret, avec qui il entretiendra des relations difficiles tout au long de la saison 1999-2000. Ses partenaires sont des joueurs tels que Jean-Guy Wallemme, Jérôme Alonzo, Lionel Potillon, Bjørn Tore Kvarme, Julien Sablé, Patrick Guillou ou encore Stéphane Pédron.
Portant le numéro 21, Alex joue son premier match contre l'AS Nancy-Lorraine le 20 août 1999 : entré à la 56e minute alors que l'AS Saint-Étienne était menée 1 à 0 par les visiteurs, il s'illustre en égalisant à la 65e sur une passe de José Aloísio, avant de faire à son tour une passe décisive (85e) à son ami brésilien qui donnera la victoire aux « Verts » sur le score de 2-1.
Le 11 septembre 1999, il ouvre le score à domicile lors du match nul, 3-3, contre Le Havre AC. Il enchaîne en marquant son troisième but le 18 septembre lors d'une défaite (2-1) à l'extérieur contre l'AJ Auxerre. Le 26 septembre, à la 36e minute, il ouvre le score à l'extérieur lors de la victoire 2-0 des siens contre le RC Lens de Guillaume Warmuz.
Le 2 octobre, c'est le SC Bastia qui encaisse un but d'Alex (1-1 à domicile). Le 13 octobre, au stade de la Mosson, les « Verts » battent le Montpellier HSC 1 à 0. Trois jours plus tard, le 16 octobre, c'est l'ESTAC qui perd 1-0 à Geoffroy-Guichard (septième but d'Alex). Le 30 octobre, il ouvre le score lors de la victoire 2-0 à domicile sur le FC Metz en marquant un superbe but face au gardien Lionel Letizi.
Le 10 novembre, il joue à Geoffroy-Guichard son premier derby contre l'Olympique lyonnais (score final de 1-1).
Le 12 décembre, Alex marquera un quadruplé à domicile lors de la large victoire des « Verts » face à l'Olympique de Marseille sur le score de 5 buts à 1. Il gagne ce soir-là son surnom de « panthère » en raison de son imitation de l'animal - symbole du club - après avoir marqué. Il reproduira par la suite cette célébration sous le maillot vert.
Le 16 février 2000, Alex inscrit le 3000e but de l'histoire de l'AS Saint-Étienne en première division française contre le Montpellier HSC. Victoire 5-4 à Geoffroy-Guichard.
Le 29 avril 2000, il marque contre les Girondins de Bordeaux lors d'une défaite 2-1 à domicile.
Le 4 mai, il donne la victoire aux « Verts » (1-0) sur le terrain du RC Strasbourg. Le 13 mai 2000, il participe au dernier match de la saison 1999-2000 contre l'AS Monaco. Il ne marque pas mais est décisif lors d'une victoire 3-1 face aux nouveaux champions de France.
Alex finit meilleur buteur du club (qui termine 6e) avec 15 réalisations en 29 rencontres de championnat et se classe 5e au classement général des buteurs.

#### Saison 2000-2001
Le 4 août 2000, Robert Nouzaret préfère aligner le Russe Aleksandr Panov pour commencer le match face à l'Olympique de Marseille. À la 67e minute, alors que le score est de 1-0 pour les « Verts », le Brésilien (portant toujours le numéro 21) le remplace à Geoffroy-Guichard. Il lui faudra moins de six minutes pour marquer un doublé, ses deux premiers buts de la saison. Victoire nette et sans bavure 3-0.
Le 17 septembre, il ouvre le score lors du nul 1-1 contre le Lille OSC. Le 23 septembre, il marque un doublé lors de la défaite face au RC Strasbourg à Strasbourg.
Le 21 octobre, il marque le second but de la victoire 2-0 face au FC Metz en trompant Faryd Mondragón d'une superbe reprise de volée.
Le 4 novembre 2000, il marque un triplé face à l'ESTAC de Jérôme Rothen et Tony Heurtebis : victoire 4-1 à Geoffroy-Guichard.
Le 10 novembre, toujours à domicile, son but précédé d'une magnifique aile de pigeon donne la victoire 1 à 0 aux « Verts » face à l'AS Monaco.
Le 2 décembre 2000, une affaire extra-sportive va naître au soir d'une difficile victoire 1 à 0 face au Toulouse FC : l'affaire des faux passeports. Alors qu'Alex avait un passeport brésilien jusqu'à présent, il est inscrit sur la feuille de match comme Portugais, c'est-à-dire comme n'étant pas extra-communautaire. Le gardien ukrainien, Maxym Levytsky, est lui devenu Grec, tandis que le Brésilien José Aloísio est lui aussi devenu Portugais.
Le 21 décembre 2000, les « Verts » perdent 2 buts à 1 à Gerland contre l'Olympique lyonnais. Alex marque le seul but stéphanois, son onzième de la saison.
La sanction consécutive à l'affaire des faux passeports sera pour le joueur (et ses coéquipiers concernés) une suspension de deux mois tandis que l'agent d'Alex à l'origine des faux passeports, l'ancien joueur Edinho, sera interdit de séjour en France. Après ces deux mois de suspension, Alex revient à la compétition le 17 mars 2001 et donne le but de la victoire 2-1 contre le SC Bastia de Michael Essien.
Le 14 avril, sur la pelouse du Stade Louis-II, il marque le deuxième but des « Verts » lors de la défaite 5-3 contre l'AS Monaco.
Malgré sa suspension et alors qu'il était meilleur buteur du championnat à ce moment-là, Alex marque tout de même 13 buts en 25 rencontres de championnat et termine 7e au classement général des buteurs.
L'ASSE, dont le parcours aura été fortement marquée par l'affaire des faux passeports (suspension de joueurs, match face à Toulouse perdu sur tapis vert, changements d'entraîneurs) termine la saison 2000-2001 à la 17e place et est reléguée en Ligue 2.

### Paris Saint-Germain
L'AS Saint-Étienne en seconde division, il lui était difficile de conserver un tel buteur dans son effectif. Alex s'entraîna avec le Paris SG dès le 4 août 2001 mais est prêté officiellement le 9 août 2001 à la suite du départ de son compatriote Vampeta, qui prenait une place d'extra-communautaire, pour une somme de trois millions de francs. De plus, le PSG de Luis Fernandez réussit à reformer le duo Alex-Aloisio puisque ce dernier signa quelques jours plus tôt un contrat de quatre ans avec le club de la capitale. Un autre brésilien est également dans l'effectif : un certain Ronaldinho. Ses autres coéquipiers sont les Argentins Gabriel Heinze et Mauricio Pochettino, l'Espagnol Mikel Arteta, le Portugais Hugo Leal, le Nigérian Jay-Jay Okocha, ou encore les FrançaisLionel Letizi, Nicolas Anelka et Jérôme Leroy.
Alex débute sous le maillot du club de la capitale, avec le numéro 11, le 11 août 2001 au Parc des Princes contre le FC Sochaux. Il remplace Anelka à la 63e minute et rejoint sur le terrain le jeune Ronaldinho et son compère Aloisio. Ce dernier marque par ailleurs le but de la victoire à la 90e.
Le 8 septembre 2001, il marque son premier but parisien lors du match nul (2-2) contre Lens lors de sa quatrième apparition.
Le 18 septembre, il joue son premier match de coupe de l'UEFA contre le Rapid Bucarest (0-0).
Le 29 novembre, il joue son premier PSG-OM au Parc des Princes. Score vierge.
Le 12 janvier 2002, il marque son deuxième but contre Rennes lors d'une victoire 2-1 à l'extérieur.
Le 23 février, il marque son troisième but contre Sedan lors d'une victoire 3-0 à domicile.
Le 12 avril 2002, il joue son second OM-PSG. Défaite 1-0 à Marseille.
Lors de cette saison 2001-20002, le PSG gagne la coupe Intertoto et termine 4e du championnat. Quant à Alex, la forte concurrence l'empêcha de montrer sa vraie valeur. Il n'a jamais vraiment eu sa chance et sur les dix-sept rencontres qu'il disputa, il ne fut que rarement titulaire, jouant seulement cinq bouts de rencontre entre janvier et mai 2002. Le joueur retourne ainsi à Saint-Étienne à la fin de la saison.

### Retour à Saint-Étienne
Après sa déconvenue parisienne, Alex fait partie du projet de Frédéric Antonetti et accepte de rester à Saint-Étienne, alors en Ligue 2, pour l'aider à remonter dans l'élite.
Cependant, le club n'atteindra pas son objectif à la fin de la saison, finissant 9e (il gagnera sa place en Ligue 1 l'année suivante), et Alex décide de rentrer au Brésil après quatre années en France. L'attaquant n'aura marqué que six fois durant ses vingt-neuf apparitions cette saison-là, une pubalgie lui ayant fait perdre sa place de titulaire, et porta son numéro fétiche, le 7.

### Cruzeiro Esporte Clube
Été 2003, Alex signe au Cruzeiro EC sur demande de l'entraîneur de renom Vanderlei Luxemburgo. Le club mineiro remportera en décembre 2003, et avec plus de 100 points au compteur (record national), le titre de champion du Brésil pour la première fois de son histoire. Alex participa à huit rencontres sans marquer de buts.
Il aura également participé au Championnat de l'État du Minas Gerais en 2004, compétition remportée par son club. Alex n'a pas participé à la finale mi-avril 2004, ayant signé 10 jours plus tôt à Goiás. Toutefois, ayant participé aux trois premiers mois de compétition, il est considéré comme vainqueur de ce titre.
Durant cette saison, Alex a joué aux côtés de joueurs brésiliens célèbres comme Alexsandro de Souza, Maicon, Cris, Wendel, Gomes, Felipe Melo, Jussiê, Zinho, ou encore Rivaldo.

### Retour au Goiás EC
Alex, en disgrâce avec le remplaçant de Vanderlei Luxemburgo, en l'occurrence Paulo César Gusmão, est prêté une saison à son club de cœur, le Goiás Esporte Clube, le 31 mars 2004. Ce petit club qui se bat d'habitude pour ne pas descendre en Série B Brésilienne va vivre une superbe saison 2004 : Goiás EC finira 6e, meilleur classement de l'histoire du club jusqu'alors. Tandis qu'Alex termine deuxième meilleur buteur du championnat avec pas moins de 22 buts en 44 matchs, derrière Washington mais devant certains noms assez connus tels Robinho, Deivid, Romário, Rafael Sobis et Fred, qui signera la saison suivante à l'Olympique lyonnais.

### Regatas Vasco da Gama
Une fois sa saison réussie et son prêt terminé, Alex doit retourner au Cruzeiro EC. Mais il en est hors de question pour le joueur qui en veut à ce club.
Âgé de 32 ans, Alex signe ainsi, fin décembre 2004 un contrat de deux ans avec le CR Vasco da Gama, l'un des grands clubs de Rio de Janeiro, dans le cadre d'un échange avec le gardien Fábio.
C'est ici qu'il deviendra ami avec son idole Romário, surnommé « o baixinho » (« le petit »). Il est immédiatement adoré des supporters qui créent une chanson en son honneur.
Arrivé en cours de saison, l'entraîneur de caractère, Renato Gaúcho l'associe à Romário à la pointe de l'attaque. Ses performances sont telles qu'il attire l'attention d'un certain Carlos Alberto Parreira, alors entraîneur de la Seleção brésilienne, qui déclare dans la presse : « Pour la Coupe du monde 2006, Alex Dias peut faire partie des surprises bien qu'il ait déjà 32 ans. C'est une question d'opportunité ! » 
En juillet 2005, Alex refuse une offre d'Al Ittihad Djeddah en Arabie saoudite, qui lui proposait un contrat de 8 mois à 150 000 dollars US par mois, soit 1 200 000 dollars.
Romário finira la saison meilleur buteur du championnat tandis qu'Alex terminera 4e avec 20 buts en 34 matchs.
Cette belle histoire d'amour avec le CR Vasco da Gama se terminera de triste manière. Eurico Miranda, président du club ne lui a plus versé de salaire depuis plusieurs mois. Alex porte une action en justice contre son club pour toucher son dû. De nombreux clubs souhaitent sa venue dont les Girondins de Bordeaux, club dirigé par le Brésilien Ricardo Gomes, l'AS Nancy-Lorraine, mais également trois clubs portugais, l'Académica de Coimbra, le Vitoria Guimarães ainsi que Boavista, dont il a déjà porté les couleurs lors de la saison 1994-1995.
C'est alors que le club dont a toujours rêvé Alex, le São Paulo FC, se manifeste pour le recruter. Alex promet alors à Eurico qu'il retirera son action en justice s'il accepte de le laisser s'en aller. Ainsi, il signe en décembre 2005 un contrat de 2 ans avec le São Paulo FC, pour 3 millions de reais.
Il porta le numéro 7 durant son premier passage carioca.

### São Paulo
Au São Paulo FC, il retrouvera pour la 4e fois son meilleur ami, Aloisio, sous le même maillot.
Après le Goiás EC, l'AS Saint-Étienne, le Paris SG, les voilà de nouveau réunis. Très rapidement, il se fera apprécier du public qui apprécie sa vélocité et sa technique.
Il jouera la finale de la Copa Libertadores (perdue face à Internacional de Fernandão) et terminera champion du Brésil 2006 : Son second titre après celui obtenu avec le Cruzeiro EC en 2003. Aussi, il terminera à la seconde place du Championnat de l'État de São Paulo.
Son peu de temps de jeu ne lui permit pas de jouer la Coupe du monde 2006, la concurrence des Ronaldo, Adriano, Robinho ou Fred, tous plus jeunes que lui et jouant en Europe, lui aura fait perdre toutes ses chances d'être sélectionné.
Il marquera malgré tout 4 buts en 23 matchs.
Il a porté le numéro 11 durant toute la saison.

### Fluminense
Après, une saison au São Paulo FC, l'envie d'Alex est de retourner dans un club de Rio de Janeiro. Le 8 décembre 2006, il signe un contrat d'un an avec Fluminense FC. Immédiatement, il est adopté par les supporters. Associé à son ami Carlos Alberto, il termine meilleur buteur de la Coupe du Brésil et offre la Coupe du Brésil 2007 à Fluminense FC. La première de l'histoire du club. Le club finira la saison à la 4e place, et Alex, meilleur buteur sur la saison.
Son contrat se terminant le 31 décembre 2007, Alex, 35 ans est considéré comme vieillissant par son entraîneur Renato Gaúcho. Il n'est pas reconduit et doit quitter le club. Libre depuis 8 jours seulement, la presse brésilienne informe que le club de... Goiás EC serait intéressé par un troisième retour de « son » attaquant historique.
Il marquera 5 buts en championnat lors de ses 21 matchs disputés cette saison-là.
Il porta le numéro 7 durant la saison.

### Goiás EC (2008)
Le 22 janvier 2008, le site officiel du Goiás EC annonce qu'Alex est leur nouvelle recrue. Il s'agit de son troisième passage dans le club le plus populaire du centre du Brésil.
Cependant, le 15 mai 2008, à la suite d'une mésentente avec l'un des préparateurs physiques de Goias, Alex a préféré quitter le club avec l'accord du président.
Le 10 juin, Alex reconnaît avoir proposé ses services au Grêmio qui refusa poliment à cause d'un effectif déjà bien complet. Alex déclare également avoir des contacts avec un club français, des clubs du golfe persique, ainsi qu'avec quelques autres clubs brésiliens, en précisant que sa priorité était de rester au Brésil.
Quelques jours plus tard, le 19 juin 2008, le président d'un club de Série B brésilienne, le Brasiliense FC de la ville de Taguatinga-DF (limitrophe de la capitale fédérale, Brasilia), annonce la signature de l'expérimenté attaquant pour un contrat de 6 mois, courant jusqu'en décembre 2008.
En décembre 2008, et après un échec au Brasiliense FC où il aura peu joué (15 matchs 0 but), il est pressenti pour rejoindre de nouveau le football carioca. Le CR Vasco da Gama qui vient de descendre en Série B et où il est toujours une idole pourrait être son point de chute.

### CRAC
Pressenti pour rejoindre des clubs cariocas et paulistes, il décide finalement de signer pour le CRAC-GO, un petit club de la ville de Catalão qui n'est autre que le plus ancien de l'État de Goias. Si ce choix d'évoluer en Série C brésilienne (troisième division) peut paraître surprenant par rapport aux propositions plus prestigieuses qu'il a reçu, il s'en explique par le fait que ce club lui permettait de rester proche de la ville de Goiânia où réside sa famille proche.
Son contrat est d'une durée de cinq mois soit jusqu'au 10 mai 2009. Il aura alors presque 37 ans.
Également le CRAC-GO est un club ambitieux. Il a terminé le championnat de Goias à la 5e place la saison passée ainsi que le championnat de Série C dans les cinq premiers, passant de très peu à côté de la montée en Série B. Ce sera l'objectif numéro un cette saison et Alex compte bien faire partie de l'aventure du Leão do Sul (Lion du sud) !
Il portera le numéro 7 durant toute la saison.
Il fait ses débuts officiels avec le CRAC-GO, le dimanche 25 janvier 2009 contre Aparecidense dans le championnat de Goias. Si son équipe l'emporte nettement sur le score de 3 buts à 0, il ne marque cependant pas.
Il marque ses deux premiers buts officiels lors de la victoire (2-1) de son équipe à domicile face à Santa Helena lors de la troisième journée du championnat de Goias.
Également, lors de la demi-finale aller du championnat de Goias, il ouvre le score face à son ancien club, le Goiás EC mais ne peut empêcher la défaite de son club par 3 buts à 1, le 12 avril 2009 à Catalão.
Lors de la demi-finale retour, le 19 avril 2009, Alex réalise un bon match et met plusieurs fois le gardien du Goiás EC, Harlei, en difficulté mais son équipe perd 2-0 et est éliminée : 5-1 pour le Goiás EC sur les deux matchs.
Le lundi 20 avril 2009, le site de sport brésilien de la région de Goiás, http://www.ffesportes.com.br, annonce qu'Alex, en fin de contrat en mai 2009 avec le CRAC-GO pourrait faire un quatrième retour au Goiás EC, là où tout a vraiment commencé. En effet, le président du conseil délibératif du club, Hailé Pinheiro, qui ne cache pas son affection pour le joueur, affirme que l'entraîneur a le feu vert pour le recruter ! De son côté, l'entraîneur du Goiás EC reconnaît qu'il adorerait pouvoir compter sur l'expérience et le talent d'Alex pour « jouer la Coupe du Brésil et la Série A brésilienne » avec ambition.
Il a joué un total de 19 matchs pour 7 buts marqués avec le CRAC-GO.

### Mixto
N'ayant pas réussi à trouver un accord avec le Goiás EC, Alex est finalement sollicité par deux clubs, un de Série B brésilienne, le Vila Nova FC de la ville de Goiânia, et un de Série C brésilienne, le Mixto-MT, club de la capitale de l'état voisin, Cuiabá dans le Mato Grosso.
Le transfert ne se concrétisant pas avec le club goiano, la presse brésilienne annonce le 22 mai 2009, que son arrivée au Mixto-MT est conclue d'un commun accord, Marcelo Vilar ayant fait d'Alex sa priorité pour disputer le championnat de Série C brésilienne.
Une nouvelle fois, Alex privilégie un club de la région Centre-Ouest afin de rester proche de ses deux enfants malgré l'appel de quelques clubs cariocas et paulistes. Originaire du Mato Grosso do Sul, Alex marque donc son retour vers ses origines de « Pantaneiro » (habitant de la région du Pantanal) avec ce transfert.
Par ailleurs, les couleurs du Mixto-MT sont exactement les mêmes que celles du club carioca, le CR Vasco da Gama où Alex a connu ses plus belles heures. La mascotte du club est un tigre.
Ce recrutement ambitieux pour un club de troisième division est notamment motivé par le fait que stade de la ville fait partie des stades retenus pour la coupe du monde 2014. Ainsi, pour se donner une chance d'être définitivement choisi, le président mise sur le fait que le Mixto-MT soit en Série A à l'heure des choix.
Alex Dias, signe officiellement son contrat le 9 juin 2009, à son retour de vacances dans la capitale française, Paris, où il a gardé de nombreux amis et notamment participé à un match pour la fondation Gol de Letra de Raí et Leonardo, ainsi qu'un autre match en hommage aux victimes du vol Rio de Janeiro-Paris, le 1er juin 2009.
Il fait ses débuts en Série C brésilienne, le samedi 27 juin 2009 lors du match Mixto-MT - América FC. Malgré un bon match d'Alex avec quelques frappes qui mettent en danger le gardien, il ne marque pas et son club s'incline 1-0 à domicile. Alex, qui n'a pas joué depuis plus de deux mois, et qui n'a repris l'entraînement qu'une semaine avant, a joué les 90 minutes, ce qui est une réelle performance pour un attaquant de 37 ans.
Le mercredi 1er juillet 2009, Alex Dias manque l'entraînement et part rejoindre la ville de Goiânia, pour assister à la naissance de son troisième enfant, Anna-Eliza.
Le dimanche 5 juillet, lors de son deuxième match avec le Mixto-MT, il inscrit son premier but lors du match nul (2-2) face à Gama et est élu homme du match.
À la fin juillet, il décide de quitter le Mixto-MT après seulement 4 matchs pour un but marqué. La ville de Cuiabá est trop loin de Goiânia et il souhaite rester auprès de ses enfants.

### Vila Nova
Alors qu'Alex est sans club depuis quelques jours, le principal rival de son ancien club du Goiás EC, en l'occurrence le Vila Nova FC, l'autre club de la ville de Goiânia lui propose de signer jusqu'à la fin de la saison, pour aider les sauver de la relégation en Série B brésilienne. L'objectif du maintien intéresse fortement Alex qui signe son contrat le 7 août 2009 et signe ainsi son retour dans « sa » ville.
Il portera son numéro favori, le 7.
Après 2 semaines d'entraînement, il fait ses débuts le samedi 22 août 2009 avec Vila Nova FC, à domicile au stade Serra Dourada, face à son ancien club du Brasiliense FC. Score final: 0-0 
Le mardi 25 août 2009, il joue son second match, cette fois-ci à l'extérieur et face à la Portuguesa de Desportos. Alex rentre en jeu à une demi-heure de la fin alors que le score est de 1-1. Dix minutes après son entrée, il marque le but de la victoire 1-2, d'une reprise de volée à bout portant.
Le dimanche 13 septembre 2009, lors d'un match à domicile contre le Duque de Caxias FC, il marque son second but. Son club gagne 3-2 et s'éloigne de la zone de relégation en enfonçant un peu plus son rival du jour pour le maintien.
Le 3 octobre, lors d'un match à l'extérieur face au Guarani FC, son entraîneur, Zé Roberto l'aligne au poste de milieu de terrain, là même où il pense qu'Alex peut apporter beaucoup plus à l'équipe. Le 7 octobre, à domicile cette fois et contre Bragantino, il renouvelle l'expérience.
Le 13 octobre 2009, Alex Dias fait son retour au stade São Januário à Rio de Janeiro pour affronter son ancien club, le CR Vasco da Gama. Il y est très applaudi par le public et retrouve pour la énième fois, son compère Aloisio, titulaire du côté des Cariocas. Son club perd sur le lourd score de 4-1.
Le 18 novembre 2009, le site officiel du Vila Nova FC annonce que l'objectif de montée en Série A n'ayant pas été atteint, Alex Dias a préféré quitté le club en résiliant son contrat. À 37 ans, il est donc de nouveau disponible.

### Pelotas
Le dimanche 24 janvier 2010, après une défaîte contre Novo Hamburgo pour le compte du championnat du Rio Grande do Sul 2010, le président du club de l'EC Pelotas-RS, Luís Antônio de Mello Aleixo, a annoncé l'arrivée d'Alex Dias pour renforcer l'attaque durant le Gauchão. Il signera son contrat le 25 janvier 2010 au siège du club, contrat courant jusqu'en mai 2010.
Son numéro fétiche, le 7, sera de nouveau sien.
L'EC Pelotas-RS est un petit club de la ville de Pelotas dans la région du Rio Grande do Sul (sud du Brésil), région dominée par les fameux clubs de l'Internacional et Grêmio. Il joue actuellement en Série D (4e division brésilienne) et est en première division du championnat de l'État du Rio Grande do Sul (aussi appelé "Gauchão"). Pelotas a notamment formé l'international brésilien, Michel Bastos, originaire de la ville.
Alex retrouvera dans ce club, Maurinho, ex-international brésilien (coupe des confédérations 2003 en France) avec qui il a joué à Cruzeiro EC en 2003 et au São Paulo FC en 2006. Leur association est synonyme de succès puisqu'en 2003, Cruzeiro a été sacré champion du Brésil et en 2006, c'est le São Paulo FC qui l'a emporté.
Le jeudi 27 janvier 2010, il entre en cours de jeu pour la première fois avec le Lobão (surnom du club) lors du match EC Pelotas-RS 4-1 Ypiranga dans le cadre du Gauchão 2010. De nouveau, il sera utilisé au poste milieu de terrain.
Il joue son deuxième match, toujours comme remplaçant et à domicile, le dimanche 31 janvier 2010. L'EC Pelotas-RS reçoit l'Esportivo-RS pour le compte de la cinquième journée du Gauchão. Le score est sans appel : 5-0 pour les coéquipiers du Pantaneiro, et deuxième victoire consécutive. Tiago Duarte met d'abord un coup du chapeau, Dick marque le quatrième tandis qu'Alex, tout juste entré sur le terrain donne une envergure supplémentaire au score. Son premier but avec le club gaúcho.
Le 15 mars 2010, il marque à la 91e minute le second but de son équipe, lors d'une défaite 3-2 à domicile contre Caxias do Sul, lors de la phase retour du Gauchão.
Le dimanche 21 mars 2010, lors du match Internacional-EC Pelotas-RS, Alex ouvre le score au Beira-Rio et à la surprise générale, son petit club arrache le nul 2-2.
De bons résultats en bons résultats, l'EC Pelotas-RS se qualifie de superbe manière pour les quarts de finale du championnat gaúcho. Le verdict est tombé, Alex et ses coéquipiers affronteront le grand favori de l'épreuve, Grêmio. Ce dernier club reste sur une série impressionnante de 51 matchs sans défaîte à domicile, soit depuis avril 2008. La forme du moment est également extraordinaire puisque les protégés de Silas, ont terminé la phase de poules à la première place et réalisent ce qui est jusqu'alors le meilleur championnat gaúcho de leur Histoire en restant notamment sur 15 victoires consécutives.
Le jeudi 8 avril 2010, le match débute à 21 h 50 (heure de Brasilia). Le Grêmio ouvre le score en première mi-temps dans son stade "Olímpico". La seconde mi-temps sera toute autre et largement à l'avantage des visiteurs qui obtiennent deux pénaltys, dont le premier par Alex Dias. Thiago Duarte tire le premier avec succès, puis le second quelques minutes plus tard. L'invincible Grêmio a perdu contre une équipe de 4e division et est éliminé.
L'EC Pelotas-RS peut se permettre de rêver à la victoire finale puisqu'il affrontera lors des demi-finales le club de São José, à l'extérieur.
Le match a lieu le dimanche 11 avril 2010. Dès la troisième minute de jeu, Alex ouvre le score d'une superbe reprise de volée. Le gardien se détend de tout son long mais reste impuissant face à la précision du tir. São josé égalise en seconde période mais l'EC Pelotas-RS l'emporte finalement lors des tirs au but sur le score de 4-2.
Le dimanche 18 avril, l'EC Pelotas-RS et Alex Dias, joueront la finale de la phase retour du Gauchão (Coupe Fábio Koff) au stade Beira-Rio face à l'Internacional.
Lors de cette finale, l'EC Pelotas-RS mènera 2-0 au Beira-Rio, deux buts de Clodoaldo sur deux passes décisives d'Alex Dias... Cependant, grâce à l'espoir Andrezinho, à l'ancien international brésilien Edu, puis grâce à l'international argentin Andrés D'Alessandro, l'Internacional l'emportera 3-2 en fin de rencontre et jouera la grande finale du Championnat de l'État du Rio Grande do Sul (vainqueur de la phase aller contre vainqueur de la phase retour) face au Grêmio.

### América
Alex, tout juste 38 ans, et ayant vu son contrat se terminer avec l'EC Pelotas-RS fin mai 2010, il ne lui faudra attendre que quelques jours pour trouver un nouveau club. L'América FC, club de la ville de Rio de Janeiro et dont le dirigeant le plus fameux n'est autre que son ami Romário, l'enrôle jusqu'à la fin de la saison brésilienne (décembre 2010) pour disputer le championnat de quatrième division, la Série D.
L'América FC a connu ses heures de gloire dans les années 1970-80 en première division brésilienne, avec notamment une troisième place en 1986. Il est un des clubs les plus populaires de Rio de Janeiro et compte parmi ses supporters les plus célèbres, Romário, Jorginho, Leônidas ou encore Mário Zagallo.
Après quelques mois au club, et après des résultats mitigés avec une élimination précoce en Championnat, Alex quitte le club en décembre 2010.
Malgré l'approche de quelques clubs mineurs, il met officiellement un terme à sa carrière début 2011.

### AA Aparecidense
Après une année entière consacrée à sa famille et à des tournois de foot en salle, il annonce le 8 décembre 2011 qu'il rejoint le club d'Aparecidense, basé à Aparecida de Goiânia dans le but de jouer le Goiano 2012, en tant que capitaine.
Sa présentation officielle à la presse a lieu le 26 décembre et l'on apprend qu'Alex sera nommé capitaine de l'équipe lors du Gauchão 2012.
Lors du premier match, le 22 janvier 2012, Aparecidense avec Alex titulaire, perd sur le score de 5-0 face à Goiás.

### Fernandópolis
Le 4 avril 2015, après trois ans sans jouer, Alex rejoint le club de Fernandópolis pour jouer le championnat de deuxième division de l'état de São Paulo. Il est présenté à la presse en même temps que l'ancienne gloire du football brésilien, le champion du monde 1994, Müller qui, lui aussi, retrouve un club. Il s'agit plus d'un projet social que d'un véritable retour à la compétition.
Tous deux débutent sous leurs nouvelles couleurs le samedi 18 avril lors d'une défaite à domicile contre Grêmio Prudente, 1-2.

## Œuvres caritatives
Il participe régulièrement à des matchs d'exhibition organisé par son ami sénateur, Romário, en faveur des enfants pauvres au Brésil.
Le 20 avril 2015, dans le cadre du Programme des Nations unies pour le développement (PNUD), organisme de l'ONU, Zinédine Zidane et Ronaldo organisent un Match contre la Pauvreté au Stade Geoffroy-Guichard, un match de football qui réunit des grands noms du football et dont les fonds récoltés via la vente de billets serviront à financer des projets de lutte contre la pauvreté à travers le monde. L'occasion idéale pour Alex de revenir à Saint-Étienne.
L'équipe des Gloires de l'AS Saint-Étienne l'emporte 9-7 face aux Amis de Zinédine Zidane et Ronaldo dans un stade plein (près de 35 000 spectateurs). Alex ouvre le score pour les « Verts » sur une passe de Yohan Mollo, tandis que Pierre-Emerick Aubameyang et Ronaldo marquent un triplé.
On pouvait notamment retrouver dans l'équipe des Amis de Zidane et Ronaldo : Fabien Barthez, Cafu, Éric Abidal, Gianluca Zambrotta, Frank de Boer, Christian Karembeu, Karel Poborský, Clarence Seedorf, Youri Djorkaeff et David Trezeguet. Du côté stéphanois étaient présents : Jérémie Janot, Kurt Zouma, Stathis Tavlaridis, Bjorn Tore Kvarme, Julien Sablé, Laurent Batlles, Lubomir Moravcik, Pascal Feindouno, Yohan Mollo, Stéphane Pédron, Alex Dias ou encore Pierre-Emerick Aubameyang.

## Statistiques
| Saison                | Club                  | Championnat           | Championnat | Championnat | Coupe nationale | Coupe nationale | Coupe de la Ligue | Coupe de la Ligue | Compétition(s) continentale(s) | Compétition(s) continentale(s) | Compétition(s) continentale(s) | Total | Total |
| Saison                | Club                  | Division              | M.          | B.          | M.              | B.              | M.                | B.                | Comp.                          | M.                             | B.                             | M.    | B.    |
| 1999-2000             | AS Saint-Étienne      | Division 1            | 29          | 15          | 2               | 1               | 2                 | 1                 | -                              | -                              | -                              | 33    | 17    |
| 2000-2001             | AS Saint-Étienne      | Division 1            | 25          | 13          | -               | -               | 1                 | 1                 | -                              | -                              | -                              | 26    | 14    |
| 2001-2002             | AS Saint-Étienne      | Division 2            | 1           | 0           | -               | -               | -                 | -                 | -                              | -                              | -                              | 1     | 0     |
| 2001-2002             | Paris SG (prêt)       | Division 1            | 17          | 3           | 4               | 0               | 3                 | 0                 | C3                             | 4                              | 0                              | 28    | 3     |
| 2002-2003             | AS Saint-Étienne      | Ligue 2               | 29          | 6           | -               | -               | 2                 | 0                 | -                              | -                              | -                              | 31    | 6     |
| Total sur la carrière | Total sur la carrière | Total sur la carrière | 101         | 37          | 6               | 1               | 8                 | 2                 | -                              | 4                              | 0                              | 119   | 40    |

## Palmarès en clubs
- Championnat de l'État du Pará
  - Champion : 1993 et 1994 avec Remo

- Tournoi de Toulon
  - Finaliste : 1994 avec Remo

- Championnat de l'État de Goiás
  - Champion : 1997, 1998 et 1999 avec Goiás

- Coupe Intertoto
  - Champion : 2001 avec Paris

- Championnat du Brésil
  - Champion : 2003 avec Cruzeiro et 2006 avec São Paulo

- Championnat de l'État du Minas Gerais
  - Champion : 2004 avec Cruzeiro

- Championnat de l'État de São Paulo
  - Vice-champion : 2006 avec São Paulo

- Copa Libertadores
  - Finaliste : 2006 avec São Paulo

- Coupe du Brésil
  - Vainqueur : 2007 avec Fluminense

- Championnat de l'État du Rio Grande do Sul
  - Finaliste : 2010 avec Pelotas

## Palmarès individuel
- Avec Saint-Étienne
  - 1er match en Ligue 1 : Saint-Étienne-Nancy (2-1), le 20 août 1999.
  - 1er but en Ligue 1 : Saint-Étienne-Nancy (2-1) le 20 août 1999

- Meilleur étranger de Ligue 1
  - Vainqueur : 1999-2000 et 2000-2001 avec Saint-Étienne.

- Meilleur buteur du Championnat du Brésil
  - Deuxième : 2004 avec Goiás
  - Quatrième : 2005 avec Vasco

- Ballon d'argent brésilien
  - Ballon de bronze : 2005 avec Vasco

- Meilleur buteur de la Coupe du Brésil
  - Vainqueur : 2007 avec Fluminense

- Trophée Didi Pereira
  - Vainqueur : 2007 avec Fluminense, pour avoir marqué le premier but de l'Histoire du Stade Olympique João Havelange, le 30 juin 2007.

## Famille
Alex a eu une situation familiale assez difficile. Issu d'une famille très pauvre du Brésil, il a perdu sa petite sœur d'une maladie alors qu'elle n'avait que 4 ans. Lui en avait 7.
À 16 ans, son père Vilmar Nunes, meurt subitement. Il vit seul avec sa mère, Seila Maria Dias de Souza.
Le 8 décembre 2006, alors qu'il était encore joueur de São Paulo, champion du Brésil en titre, Alex Dias a épousé Fabiana Studart Della Santa (né le 23 décembre 1976 à Rio de Janeiro), journaliste carioca à Sport TV, qu'il a rencontré en 2005.
Mais son mariage aura été de courte durée. Il s'est affiché le 5 décembre 2008 au bras de Bianca Hiemer, Brésilienne championne de Futevôlei (footvolley) lors d'un tournoi de ce sport à Bonito, dans l'État du Mato Grosso do Sul.
Alex Dias a trois enfants, une fille, Kamily (née le 7 mars 1992) et un fils, Alex Junior (né le 12 juin 1997). Il n'a appris qu'il était le père de Kamily qu'en 2000. En effet, alors qu'il brillait à Saint-Étienne, une ex-compagne s'est présentée à lui comme la mère de leur enfant. Il s'est soumis à un test de paternité et il s'est révélé qu'il était en effet le père d'une petite Kamily, déjà âgée de 8 ans.
Le 1er juillet 2009, est née sa fille, Anna Eliza, à Goiânia.

## Après le football: entrepreneur
Alex a prévu sa reconversion. Il a choisi l'immobilier. Grâce à l'argent gagné en Europe, il a choisi d'investir dans la ville de son cœur, la ville où il souhaite s'installer définitivement : Goiânia. Ainsi, entourant de personnes avisées, il a acheté un immeuble entier de 40 appartements et une surface commerciale. Il compte bien investir encore dans les années à venir.
Il est également, et ce depuis la fin de sa carrière de footballeur, agent de joueur.
Depuis 2012 et la fin officielle de sa carrière de footballeur professionnel, il participe à de nombreux tournois de footvolley (en portugais : Futevôlei), une discipline en plein essor et pour laquelle il représente régulièrement le São Paulo FC lors des compétitions nationales brésiliennes.
Enfin, en mars 2015, il annonce la création à Aparecida de Goiânia du "Centre Sportif Alex Dias" (Centro Esportivo Alex Dias), une école de football qu'il dirigera avec Bianca Hiemer, son épouse.